# Verhoeven Open
Das Verhoeven Open Tournament (bis 2008: Sang Lee International Open (SLIO), manchmal auch nur Sang Lee Open), ist ein Karambolagebillard-Turnier in der Disziplin Dreiband.

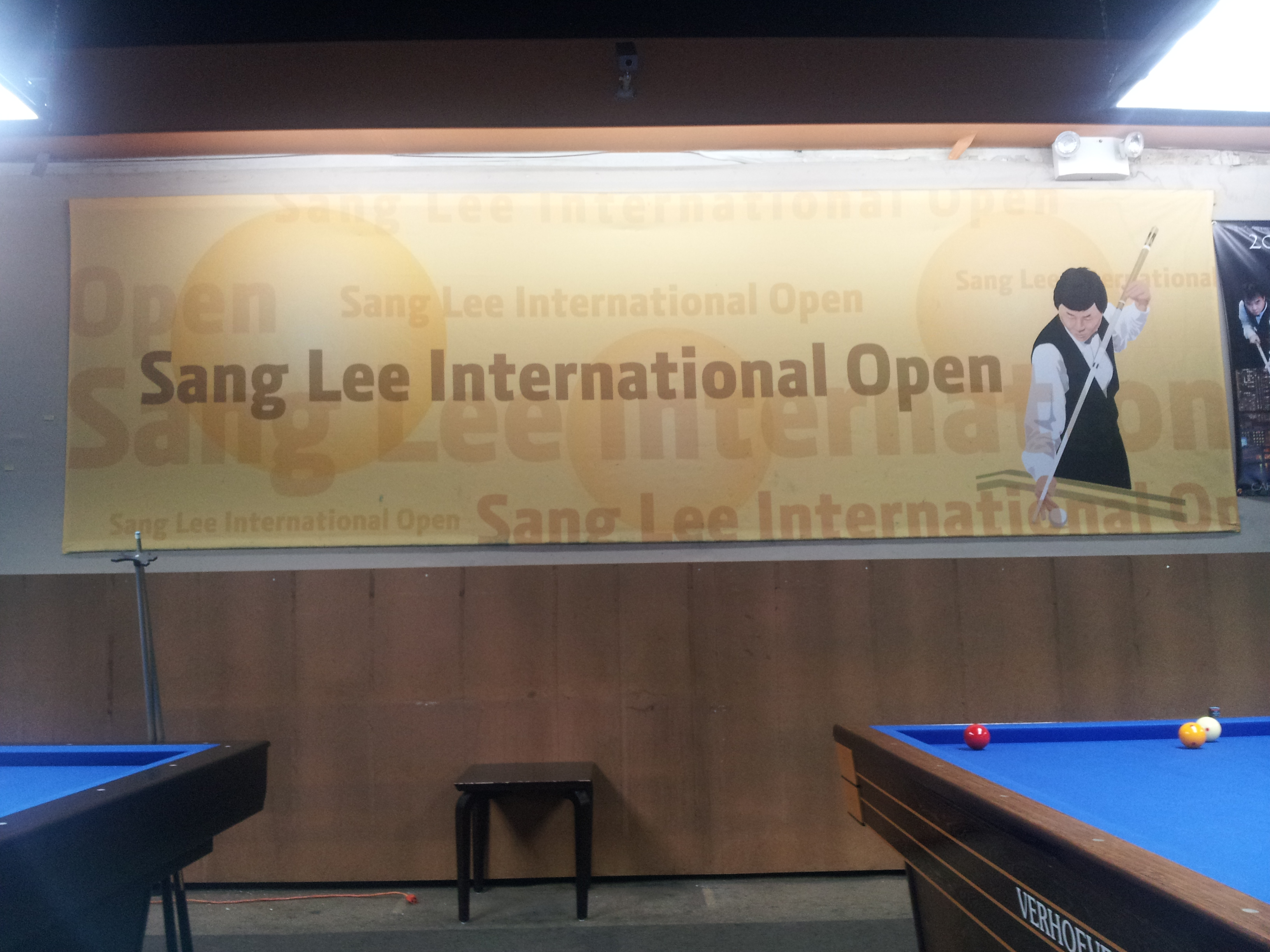
Altes Turnierplakat im Carom Café

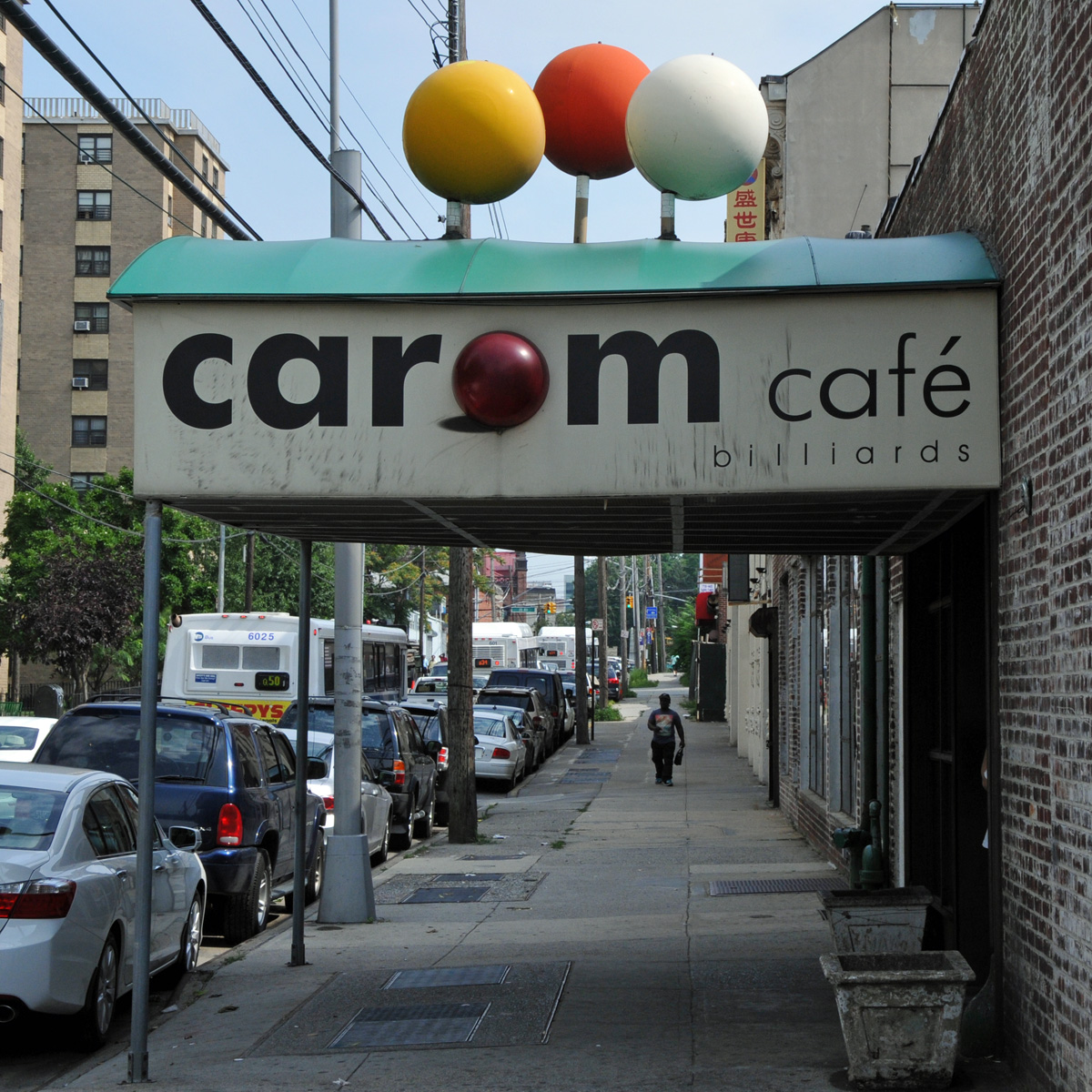
Eingang des Carom Café

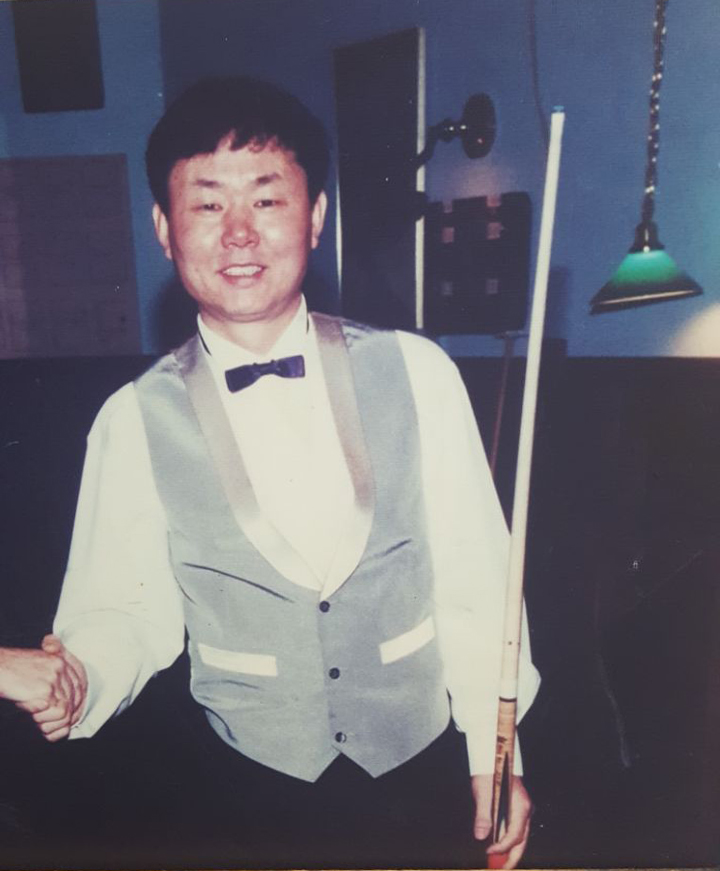
Namensgeber Sang Chun Lee †

## Geschichte
Das Turnier wurde 2002 von Sang Chun Lee, er wurde allgemein Sang Lee genannt, als 'Sang Lee International Open' gegründet. Ab 2005 wurde das Turnier zum Gedenken an den im Oktober 2004 verstorbenen Dreiband-Spitzenspieler Sang Lee von seiner Frau Ira Lee und seinem besten Freund Michael Kang weitergeführt und bis 2008 jährlich durch die United States Billiard Association (USBA) als Mitglied der Union Mondiale de Billard ausgerichtet. Ausrichtungsort ist das Carom Café in New York, das 2000 von Sang Lee mitbegründet wurde und mit ca. 2.800 m² eine der größten Karambolage-Billard-Hallen der Welt sein dürfte. Aufgrund der hohen Teilnehmerzahlen erreichte das Turnier einen echten „Open“-Status und seines hohen Preisgeldes (2008: gesamt 125.000 US$, Sieger 25.000 US$) ist es eines der größten und renommiertesten Turniere auf Weltniveau.
Entgegen der meisten anderen Turniere wurde es nicht im Satzsystem gespielt, sondern auf eine vorgegebene Punktzahl. Der Turniermodus wurde seit 2002 mehrfach geändert. 2008 fand die letzte Sang Lee Open statt.

## Verhoeven Open Tournament
Nach einer vierjährigen Pause wurde das Turnier 2012 unter dem Namen Verhoeven Open Tournament von Cindy Lee neu aufgelegt. Promoter ist die Firma „Dragon Promotions“, deren CEO Cindy Lee seit 2005 ist. Sie ist nicht mit Sang Lee verwandt.
Am ersten Turnier 2012 nahmen 20 Spieler teil. Sieger wurde der Lokalmatador Pedro Piedrabuena, der im Finale den Schweden Torbjörn Blomdahl knapp mit 40:37 schlagen konnte. Nach einer längeren Turnierpause war der 75-jährige Belgier „Mr. 100“ Raymond Ceulemans Ehrenspieler des Turniers und konnte immerhin noch den siebten Platz belegen.
Seit 2013 überträgt der Internet-Sender Kozoom weltweit live alle Spiele.
Ebenfalls seit 2013 gibt es ein Damenturnier, dass in einem 2-Jahres-Turnus ausgerichtet wird und direkt vor dem regulären Turnier stattfindet.

## Carom Cafe International Open
Nach der Corona Pause von 2020 bis 2022 startet 2023 das Turnier wieder unter dem neuen Namen Carom Cafe International Open.

## Preisgeldtabelle
| Preisgelder 2007        | Preisgelder 2007  | Preisgelder 2007 | Preisgelder 2007  |
| Platz                   | Preis- geld (US$) | Platz            | Preis- geld (US$) |
| ----------------------- | ----------------- | ---------------- | ----------------- |
| 01                      | 12.000            | 11               | 2.800             |
| 02                      | 9.600             | 12               | 2.400             |
| 03                      | 8.000             | 13               | 2.100             |
| 04                      | 6.400             | 14               | 1.800             |
| 05                      | 5.600             | 15               | 1.700             |
| 06                      | 4.800             | 16               | 1.600             |
| 07                      | 4.400             | 17               | 1.500             |
| 08                      | 4.000             | 18               | 1.400             |
| 09                      | 3.600             | 19               | 1.300             |
| 10                      | 3.200             | 20               | 1.200             |
| Boni                    |                   |                  |                   |
| HS                      | 300               | BG               | 300               |
| Gesamtsumme: 80.000 US$ |                   |                  |                   |

| Platz                   | Preis- geld (US$) | Platz | Preis- geld (US$) |
| ----------------------- | ----------------- | ----- | ----------------- |
| 01                      | 8.000             | 11    | 550               |
| 02                      | 5.000             | 12    | 550               |
| 03                      | 4.000             | 13    | 500               |
| 04                      | 3.500             | 14    | 500               |
| 05                      | 2.700             | 15    | 450               |
| 06                      | 2.200             | 16    | 450               |
| 07                      | 1.700             | 17    | 425               |
| 08                      | 1.200             | 18    | 425               |
| 09                      | 1.000             | 19    | 400               |
| 10                      | 800               | 20    | 400               |
| Gesamtsumme: 34.750 US$ |                   |       |                   |

## Modus
Seit 2013 wird das Turnier in drei Phasen ausgetragen:
1. Qualifikationsrunde: 64 Spieler in acht Gruppen zu je acht Spielern. Die zwei Gruppenbesten und die zwei besten Drittplatzierten kommen weiter (18 Spieler). Gespielt wird im Round Robin auf 25 Punkte.
2. Finalrunde 1: Den 18 Spielern der Qualifikationsrunde werden zwei Spieler zugelost (Auktion und Lotterie). Sie stoßen hier auf die vier gesetzten Spieler (die Nr. 1&2 der Weltrangliste, plus zwei Ehrenspieler; 2013: Raymond Ceulemans, Semih Saygıner). Gespielt wird in vier Gruppen zu je sechs Spielern im Round Robin auf 40 Punkte. Die beiden Gruppenersten kommen in die Finalrunde 2.
3. Finalrunde 2: Die acht besten Spieler treten hier im K.-o.-System gegeneinander an. Gespielt wird auf 40 Punkte.

Die Plätze 3–12 werden ausgespielt.

## Turnierstatistik
Der GD gibt den Generaldurchschnitt des jeweiligen Spielers während des Turniers an.
| Sang Lee International Open                  | Sang Lee International Open | Sang Lee International Open | Sang Lee International Open | Sang Lee International Open | Sang Lee International Open | Sang Lee International Open | Sang Lee International Open |
| Jahr                                         | Sieger                      | GD                          | Platz 2                     | GD                          | Platz 3                     | GD                          | Ref.                        |
| -------------------------------------------- | --------------------------- | --------------------------- | --------------------------- | --------------------------- | --------------------------- | --------------------------- | --------------------------- |
| 2002                                         | Torbjörn Blomdahl           | 1,923                       | Jakob Haack-Sörensen        | 1,482                       | Henk Habraken               | 1,306                       |                             |
| 2003                                         | Marco Zanetti               | 1,711                       | Eddy Leppens                | 1,564                       | Pedro Piedrabuena           | 1,412                       |                             |
| 2004                                         | Torbjörn Blomdahl           | 1,743                       | Ramón Rodriguez             | 1,971                       | Pedro Piedrabuena           | 1,392                       |                             |
| 2005                                         | Torbjörn Blomdahl           | 2,064                       | Semih Saygıner              | 1,971                       | Dick Jaspers                | 1,888                       |                             |
| 2006                                         | Frédéric Caudron            | 1,881                       | Torbjörn Blomdahl           | 1,851                       | Semih Saygıner              | 1,741                       |                             |
| 2007                                         | Frédéric Caudron            | 1,801                       | Daniel Sánchez              | 1,863                       | Semih Saygıner              | 1,659                       |                             |
| 2008                                         | Roland Forthomme            | 1,712                       | Frédéric Caudron            | 1,949                       | Torbjörn Blomdahl           | 1,834                       |                             |
| Verhoeven Open Tournament                    |                             |                             |                             |                             |                             |                             |                             |
| Jahr                                         | Sieger                      | GD                          | Platz 2                     | GD                          | Platz 3                     | GD                          | Ref.                        |
| 2012                                         | Pedro Piedrabuena           | 1,592                       | Torbjörn Blomdahl           | 1,708                       | Roland Forthomme            | 1,658                       | [ 8 ]                       |
| 2013                                         | Frédéric Caudron            | 2,066                       | Eddy Merckx                 | 1,886                       | Torbjörn Blomdahl           | 1,838                       | [ 9 ]                       |
| 2014                                         | Torbjörn Blomdahl           | 2,058                       | Eddy Merckx                 | 1,941                       | Frédéric Caudron            | 1,927                       | [ 10 ]                      |
| 2015                                         | Dick Jaspers                | 2,097                       | Tayfun Taşdemir             | 1,715                       | Frédéric Caudron            | 1,931                       | [ 11 ]                      |
| 2016                                         | Jérémy Bury                 | 1,542                       | Dick Jaspers                | 1,975                       | Eddy Merckx                 | 1,775                       | [ 12 ]                      |
| 2017                                         | Cho Jae-ho                  | 1,650                       | Eddy Leppens                | 1,897                       | Daniel Sánchez              | 1,847                       | [ 13 ]                      |
| 2018                                         | Eddy Merckx                 | 1,872                       | Daniel Sánchez              | 1,937                       | Martin Horn                 | 1,908                       | –                           |
| 2018                                         | Eddy Merckx                 | 1,872                       | Daniel Sánchez              | 1,937                       | Eddy Leppens                | 1,597                       | –                           |
| 2019                                         | Eddy Merckx                 | 1,797                       | Torbjörn Blomdahl           | 1,777                       | Semih Saygıner              | 1,766                       | –                           |
| 2019                                         | Eddy Merckx                 | 1,797                       | Torbjörn Blomdahl           | 1,777                       | Daniel Sánchez              | 1,773                       | –                           |
| 2020–2022: ausgefallen wg. COVID-19-Pandemie |                             |                             |                             |                             |                             |                             |                             |
| Carom Cafe International Open                |                             |                             |                             |                             |                             |                             |                             |
| Jahr                                         | Sieger                      | GD                          | Platz 2                     | GD                          | Platz 3                     | GD                          | Ref.                        |
| 2023                                         | Sameh Sidhom                | 1,518                       | Luis Aveiga                 | 1,319                       | Tayfun Taşdemir             | 1,781                       |                             |
| 2023                                         | Sameh Sidhom                | 1,518                       | Luis Aveiga                 | 1,319                       | Pedro Piedrabuena           | 1,565                       | [ 14 ]                      |
| 2024                                         | Alexander Salazar           | 1,347                       | Kim Jun-tae                 | 1,259                       | Jose Juan Garcia            | 1,335                       |                             |
| 2024                                         | Alexander Salazar           | 1,347                       | Kim Jun-tae                 | 1,259                       | Pedro Piedrabuena           | 1,554                       | [ 15 ]                      |